# Catasetum sanguineum
Catasetum sanguineum là một loài thực vật có hoa trong họ Lan. Loài này được Lindl. & Paxton mô tả khoa học đầu tiên năm 1851.